# El Royo
El Royo település Spanyolországban, Soria tartományban. El Royo Soria, Vinuesa, Villoslada de Cameros, Sotillo del Rincón, Villar del Ala és Garray községekkel határos. Lakosainak száma 251 fő (2024).

## Népesség
A település népessége az elmúlt években az alábbi módon változott:
| Lakosok száma | 322  | 316  | 340  | 321  | 315  | 302  | 262  | 265  | 250  | 251  |
|               | 2001 | 2004 | 2007 | 2009 | 2012 | 2014 | 2017 | 2019 | 2022 | 2024 |